# Fayetteville (Arkansas)
Fayetteville és una població dels Estats Units a l'estat d'Arkansas. Segons el cens del 2009 estimate tenia 73.372 habitants.

## Demografia
Segons el cens del 2000, Fayetteville tenia 58.047 habitants, 23.798 habitatges, i 12.136 famílies. La densitat de població era de 516,1 habitants/km².
Per edats la població es repartia de la següent manera: un 19,9% tenia menys de 18 anys, un 25,7% entre 18 i 24, un 29,9% entre 25 i 44, un 15,8% de 45 a 60 i un 8,7% 65 anys o més.
L'edat mediana era de 27 anys. Per cada 100 dones de 18 o més anys hi havia 101,9 homes.
La renda mediana per habitatge era de 31.345 $ i la renda mediana per família de 45.074 $. Els homes tenien una renda mediana de 30.069 $ mentre que les dones 22.693 $. La renda per capita de la població era de 18.311 $. Entorn de l'11,4% de les famílies estaven per davall del llindar de pobresa.

## Poblacions més properes
El següent diagrama mostra les poblacions més properes.